# Međunarodni dan borbe protiv nasilja nad ženama
Međunarodni dan borbe protiv nasilja nad ženama se obeležava 25. novembra. 
Proglašen je na prvom sastanku feministkinja Latinske Amerike i Kariba (Feminist Encuentro) održanom u Bogoti 1981. godine. Na sastanku su žene govorile o porodičnom nasilju, silovanjima i seksualnom zlostavljanju, te nasilju koji žene trpe pod režimima, uključujući torturu i nasilje nad političkim zatvorenicama. 
Dan 25. novembar je odabran kao dan sećanja na sestre Mirabel (Patriu, Minervu i Mariu Teresu) koje je brutalno ubio diktator Rafael Trujillo u Dominikanskoj republici 1960. godine. One su pod nadimkom Las Mariposas (Leptiri) delovale kao političke aktivistkinje koje su postale vidljivi simbol otpora protiv diktature Trulijevog režima. Zbog svojih revolucionarnih aktivnosti i borbe za demokratiju hapšene su više puta, zajedno sa svojim muževima. 25. novembra 1960. Minervu, Patriu i Mariu Teresu likvidirala je Trujillova tajna policija dok ih je Rufino de la Cruz vozio u posetu zatvorenim muževima u Puerto Platu. Sve tri sestre su zadavljene, a tela su pronađena polomljenih kostiju. Vesti o njihovom ubistvu šokirale su i razbesnile narod. Brutalna likvidacija sestara Mirabel bio je jedan od događaja koji je doprineo zamahu pokreta protiv Trujillovog režima. 30. maja 1961. na Trujilla je izvršen atentat, a nedugo zatim dolazi i do pada njegovog režima. Tako su sestre Mirabel postale simbom nacionalnog i feminističkog otpora u svetu.
20. decenbra 1993. godine Generalna skupština UN usvaja Deklaraciju o eliminaciji nasilja nad ženama kroz rezoluciju 48/104, da bi 7. februara 2000. godine Ujedinjene Nacije rezolucijom 54/134 službeno potvrdile 25. novembar kao Međunarodni dan borbe protiv nasilja nad ženama.